# رود شاخه
رود شاخه (انگلیسی: Shakhe) یک رودخانه در سرزمین کراسنودار کشور روسیه است.